# اونا چاپلین
اونا کاستیا چاپلین (اسپانیایی: Oona Castilla Chaplin‎؛ زاده ۴ ژوئن ۱۹۸۶ در مادرید)، بازیگر اهل اسپانیا است. وی از سال ۲۰۰۷ میلادی تاکنون مشغول فعالیت بوده‌است. او نوهٔ چارلی چاپلین و دختر جرالدین چاپلین است.
از فیلم‌ها یا برنامه‌های تلویزیونی که وی در آنها نقش داشته‌است می‌توان به خرس‌ها چه فایده‌ای دارند؟، طولانی‌ترین سواری، اوج، ساعت و تابو اشاره کرد.
او همچنین در سریال بازی تاج‌وتخت در نقش همسر راب استارک بازی کرده‌است.

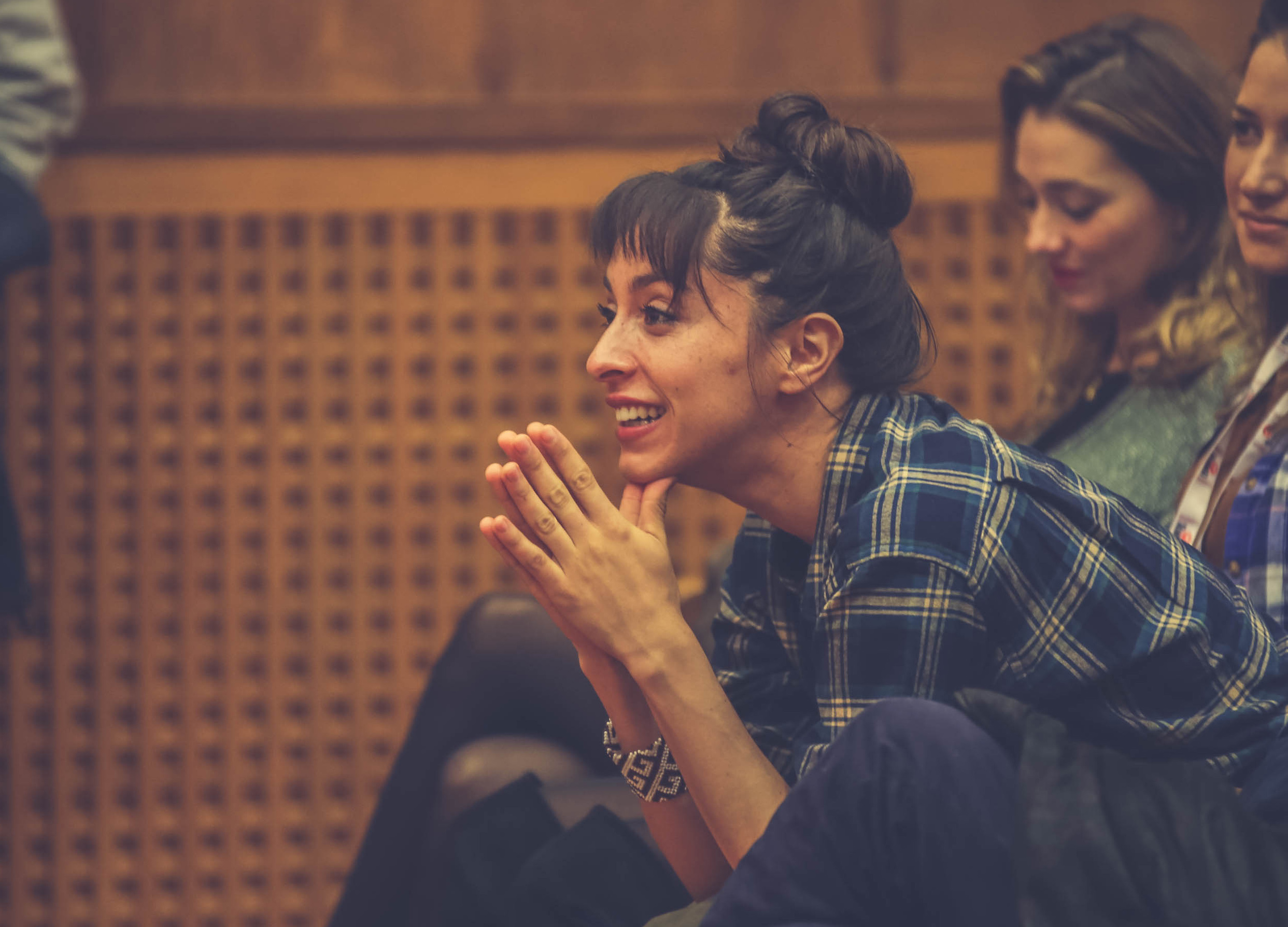